# Brusselse retabels

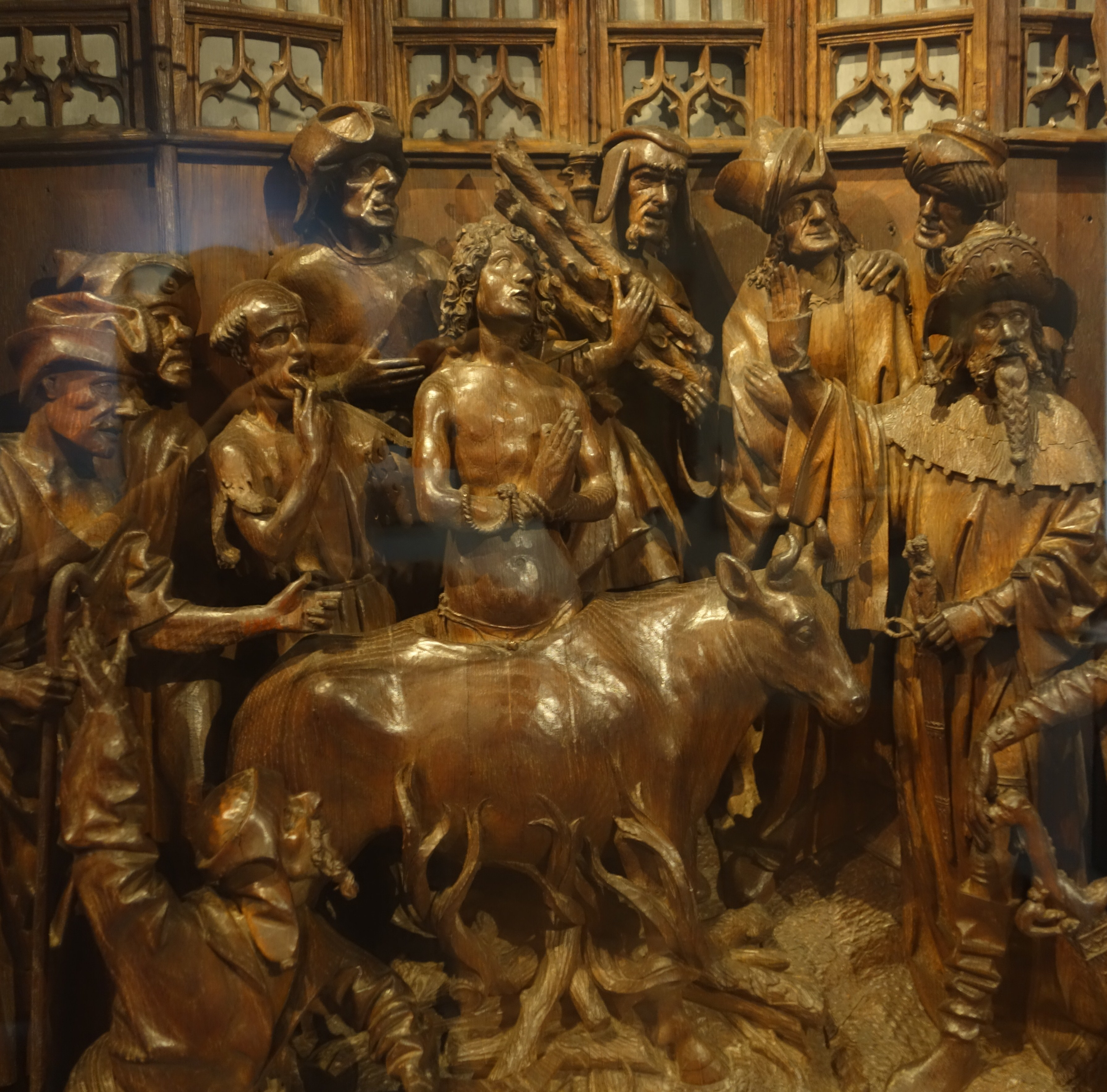
Tafereel uit het Sint-Jorisretabel van Jan Borreman

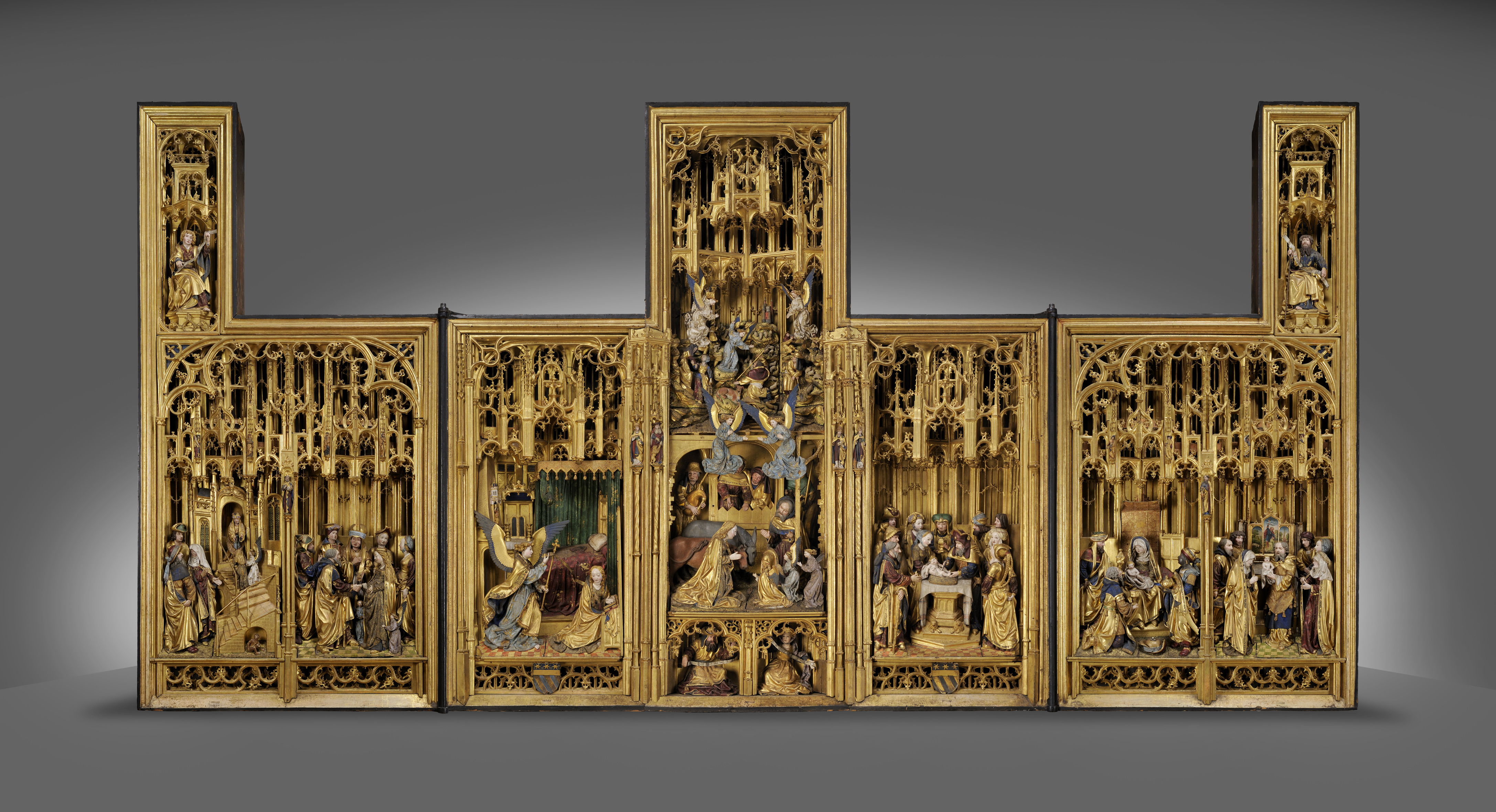
Het geopende Retabel van Saluzzo, met prachtig bewaarde polychromie

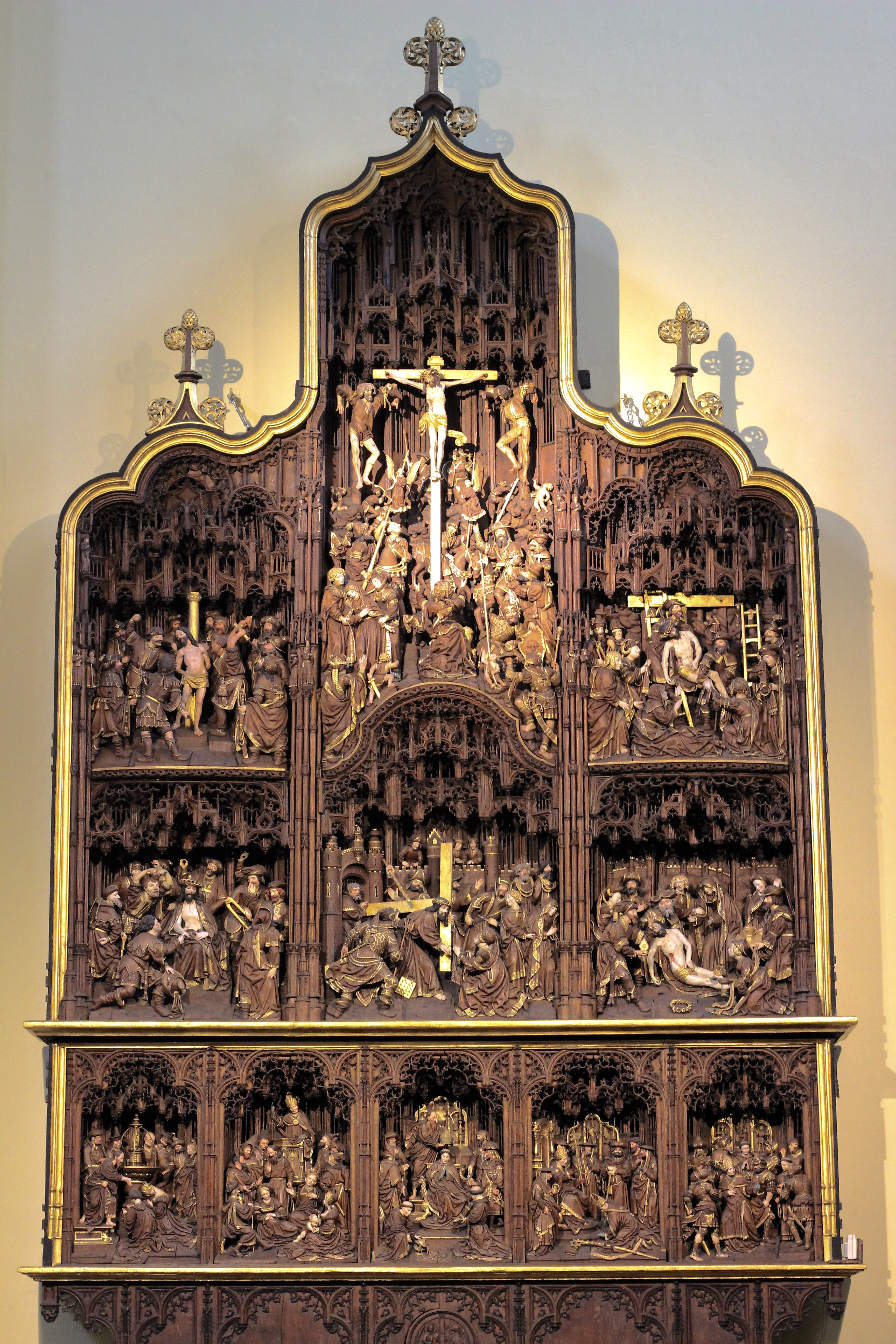
Retabel in de Luikse Sint-Denijskerk

Brussel was in de 15e en 16e eeuw een toonaangevend productiecentrum van retabels. De stad leverde gevarieerd, hoogstaand werk af dat in heel Europa werd afgenomen.

## Geschiedenis
Met wandtapijten en later kant waren retabels deel van de luxe-industrie waarmee Brussel de neergang van haar lakennijverheid opving. In de 15e eeuw was de stad het voornaamste centrum van retabelproductie, zowel kwantitatief als kwalitatief. Het vervaardigen ervan gebeurde in een complexe werkverdeling: backmakers leverden de kast al dan niet met luiken, metselriesnyders de architecturale ornamentatie, beeldsnyders de figuren en decors, vergulders het overvloedige bladgoud en stoffeerders de polychromie, waarna kunstschilders in voorkomend geval nog de zijluiken beschilderden.
Omdat de beeldsnijders in hun steenbickelerenambacht onderscheiden waren van het Sint-Lucasgilde der schilders-vergulders en van de schrijnwerkers, ontstond er een zware concurrentiestrijd waarbij men elkaar in processen het recht betwistte retabels te verkopen. Beeldsnijders brachten 'ongestoffeerde' retabels op de markt, maar raakten die moeilijk kwijt. Halfweg de 15e eeuw bracht dit de stadsmagistraat ertoe verordenend op te treden. Elk ambacht moest vanaf 1454 zijn keurmerk aanbrengen op de afgeleverde stukken: passer en schaaf voor de schrijnwerkers, een drijfhamer voor de beeldsnijders en het woord Bruesel voor de schilders en vergulders. Elk ambacht was bevoegd voor zijn deel en kreeg verbod samen te werken met kunstenaars die niet bij een Brussels ambacht waren aangesloten. Desondanks raakten de beeldsnijders in een positie van onderaanneming ten opzichte van de schilders, ook al omdat het vergulden het kostbaarste onderdeel van het proces was. Ze leverden in feite halffabricaten aan de schilders, die het alleenrecht verwierven om gepolychromeerde retabels te verkopen. In 1481 sloten de schilders een overeenkomst met de Antwerpse Sint-Lucasgilde om er op de permanente markt te mogen verkopen. Deze vond plaats in het Onze-Lieve-Vrouwepand. De gevarieerde Brusselse retabels vormden een aanvulling op het eerder gestandaardiseerde Antwerpse aanbod. De export ging naar alle katholieke landen, in het bijzonder Duitsland en Zweden.
Artistiek situeerden de Brusselse retabels zich binnen de laatgotiek, waarvan ze met hun naturalisme, ingetogen emotionele expressie en ruimtelijke diepte de grenzen gingen verleggen. Dit is begin 15e eeuw reeds merkbaar bij de Meester van Hakendover, die waarschijnlijk een groot atelier had in Brussel. Ook Rogier van der Weyden was in de stad aanwezig en werkte nauw samen met de lokale sculpteurs. Vanaf de tweede helft van de 15e eeuw is er sprake van een aparte stijl, herkenbaar aan het pathos en de somptueuze gewaden. Tussen 1490 en 1530 voerde de familie Borreman deze stijl naar een hoogtepunt. Hoogst uitzonderlijk voor de Nederlandse beeldhouwkunst van die tijd is dat zij hun werk soms signeerden (bv. IAN voor Jan II Borreman en PASSIER voor Passchier Borreman). In de 16e eeuw is de intrede van de renaissance merkbaar, zonder dat ze onmiddellijk de laatgotiek verdringt.
Iconografisch stond het Passieverhaal logischerwijze centraal op veel retabels. Met name Calvaries en Kruisoprichtingen werden geschikt bevonden voor het altaar, waar de priester de hostie verhief. Ook de Geboorte van Jezus en het leven van Maria waren vaak voorkomende thema's, net als heiligenlevens. Daarbij werd geput uit de synoptische evangeliën, maar ook uit apocriefe teksten zoals het proto-evangelie van Jakobus en uit de Legenda aurea.
Naar de vorm konden Brusselse retabels vrij complex zijn, met inklapbare vleugels op meerdere niveaus. Kenmerkend is de typologie van de 'omgekeerde T' die zich ontwikkelde. Het middelste compartiment met de belangrijkste scène werd zo visueel benadrukt en reikte door de verticaliteit als het ware naar de hemel. Ook de vormelijke gelijkenis met de gotische kerkarchitectuur, met een hoofdbeuk en zijbeuken, zal ongetwijfeld een rol hebben gespeeld. Opengewerkte friezen waren een ander typisch kenmerk van Brusselse retabels.

## Exemplaren
Een catalogus uit 2005 repertorieerde wereldwijd 68 Brusselse retabels, waarvan 23 in België, 44 in de rest van Europa en 1 in Canada. Hieronder enkele beroemde exemplaren:
- Kruisigingsretabel in de Reinoldikirche van Dortmund (Meester van Hakendover, ca. 1415)
- Passieretabel van Claudio Villa en Gentina Solaro in het Jubelparkmuseum van Brussel (ca. 1460-1480)
- Passieretabel in de Sint-Dimpnakerk van Geel (ca. 1475-1500)
- Leonardusretabel in de Sint-Leonarduskerk van Zoutleeuw (1478)
- Sint-Jorisretabel in het Jubelparkmuseum (Jan Borreman, 1493)
- Retabel van Saluzzo in het Museum van de Stad Brussel (ca. 1500-1510)
- Retabel van de heilige Crispinus en de heilige Crispinianus in de Sint-Waldetrudiskerk van Herentals (Passchier Borreman, ca. 1520)
- Passieretabel van Güstrow (Jan Borreman III, 1522)
- Passie- en Sint-Denijsretabel van Luik (Jan Borreman III, 1522)
- Mariaretabel in de Onze-Lieve-Vrouwkerk van Lombeek (ca. 1525-1535)